# Sirena de Canosa

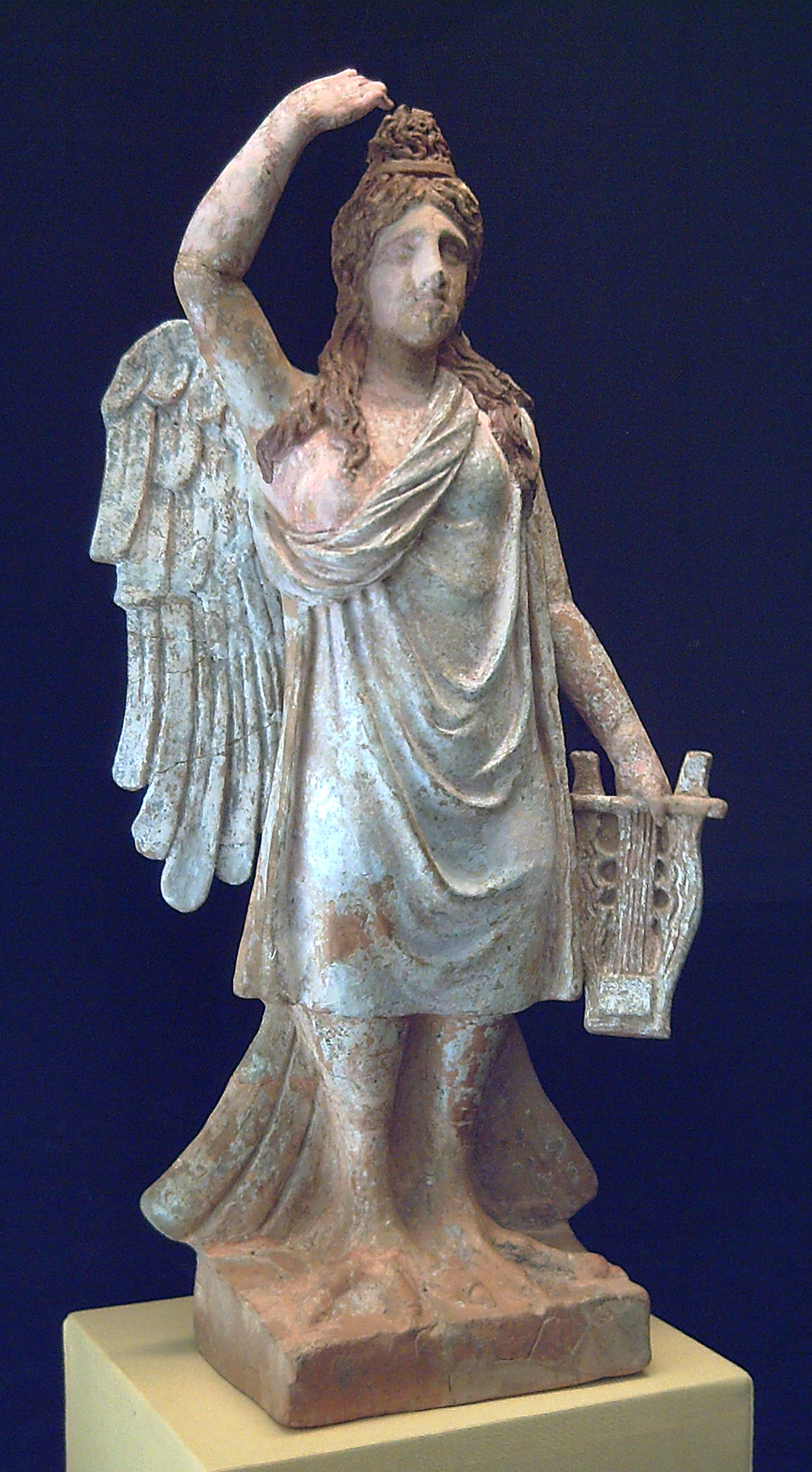
La Sirena de Canosa expuesta en el Museo Arqueológico Nacional (España).

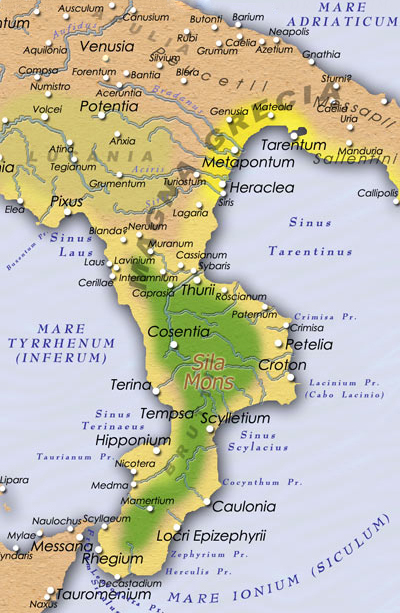
Magna Grecia en el año 280 a. C.

La Sirena de Canosa es una estatua que data del 400 a. C. - 301 a. C., y que fue tallada en Canosa, ciudad perteneciente a la Magna Grecia, (en griego Μεγάλή Ελλάς – Megalê El'lás –, que es el nombre dado en la Antigüedad al territorio ocupado por los colonos griegos al sur de la península italiana y Sicilia, donde fundaron numerosas polis que comerciaron con su metrópoli).

## Hallazgo y simbología
La estatua formaba parte de un ajuar funerario depositado en una tumba de la antigua ciudad de Canosa, y representa a una sirena en pie, portando una cítara, con alas, patas y cola de ave, y que tiene levantado el brazo derecho a la altura de la cabeza en gesto de lamentación. Se trata de una escultura funenaria, y que ejercía de psicopompo, ( ser mitológico que tenía el papel de conducir las  almas de los difuntos hacia la ultratumba, cielo o infierno.

## Características
- Forma: Sirena.
- Material: Arcilla.
- Estilo: Griego.[1]
- Técnica: A molde.
- Altura: 39,8 centímetros.
- Anchura máxima: 17 centímetros.
- Profundidad: 15,7 centímetros.

## Conservación
La pieza se expone de forma permanente en el Museo Arqueológico Nacional de España, en Madrid con el número de inventario 2004/95/1.